# Microdon stenogaster
Microdon stenogaster är en tvåvingeart som beskrevs av Charles Howard Curran 1931. Microdon stenogaster ingår i släktet myrblomflugor, och familjen blomflugor. Inga underarter finns listade i Catalogue of Life.